# Juan Ruiz Peña
Juan Ruiz Peña (Jerez de la Frontera, 25 de marzo de 1915-Sevilla, 25 de abril de 1992) fue un poeta y escritor español.

## Biografía
Nació en la calle Molineros de Jerez de la Frontera, donde transcurrió su infancia y adolescencia, y realizó estudios de primaria y bachillerato. En 1932 se trasladó a Sevilla para estudiar Filosofía y Letras en la Universidad, en cuyas aulas fue alumno de Jorge Guillén y comenzó su obra poética con el aliento de Juan Ramón Jiménez. En 1935 fundó con Luis F. Pérez Infante y Francisco Infantes Florido la revista Nueva Poesía,  de la que salieron cuatro números antes de que fuera interrumpida por la Guerra Civil. En 1940 publicó en Cádiz su primer libro poético, Canto de los dos.
Tras cortos periodos en Algeciras y Madrid en 1946 fijó su residencia en Burgos donde viviría hasta 1963 como catedrático de Instituto. En la ciudad castellana publicó Vida del poeta y La vida misma, y creó el personaje de Mambruno andariego y soñador de sus libros de prosa poética, como Historia en el Sur, Memorias de Mambruno y Papeles póstumos de Mambruno.
En agosto de 1963 se trasladó a Salamanca donde se integró en el ambiente cultural salmantino, y con el poeta José Ledesma Criado fundó la revista Álamo en 1964, de la que fue director y de la que aparecieron 58 números hasta 1976. Publicó los libros poéticos Nudo y Maduro para el sueño, así como continuó su obra en prosa desdoblándose en otro alter ego salmantino y meditativo, Verecundo Abisbal, en libros como Aforismos de Verecundo Abisbal y Nuevos aforismos de Verecundo Abisbal.
En 1974 seleccionó su obra poética con el título de Versos juntos que obtuvo el Premio Nacional de Poesía Antonio Machado en 1975. En 1983 publicó Arco Iris. En los últimos años hasta su jubilación ejerció como catedrático en la Escuela Universitaria de Estudios Empresariales de Salamanca.
Falleció en Sevilla, de vuelta de Jerez de la Frontera, donde sus paisanos le habían ofrecido un homenaje.

## Obra literaria

### Verso
- Canto de los dos, Cádiz, Imprenta de don Salvador Repeto, 1940.
- Libro de los recuerdos, Madrid, Adonáis, 1946.
- Vida del poeta, Madrid, Adonáis, 1950.
- La vida misma, Madrid, Ínsula, 1956.
- Andaluz solo, Madrid, Ínsula, 1962.
- Nudo, Salamanca, Álamo, 1966.
- Maduro para el sueño, Salamanca, Álamo, 1970;^Versos juntos, Madrid, Ínsula, 1974.
- Arco iris, Madrid, Ínsula, 1983.

### Prosa poética
- Historia en el Sur, Madrid, Ínsula, 1954.
- Memorias de Mambruno, Madrid, Ínsula, 1956.
- Cuadernos de un solitario, Burgos, Diputación Provincial, 1958.
- Nuevas memorias de Mambruno, Madrid, Ínsula, 1961.
- Papeles póstumos de Mambruno, Burgos, Diputación Provincial, 1963.
- Aforismos de Verecundo Abisbal, Málaga, Publicaciones de la Librería Anticuaria El Guadalhorce, 1971.
- Nuevos aforismos de Verecundo Abisbal, Salamanca, Álamo, 1973.

### Epistolario
- Correspondencia con Jorge Guillén (1934-1982), edición, estudio preliminar y notas de José Antonio Sáez y Pedro M. Domene, Almería, Colección Batarro, 1995.